# Fermat (cráter)
|  |  |
|  |  |

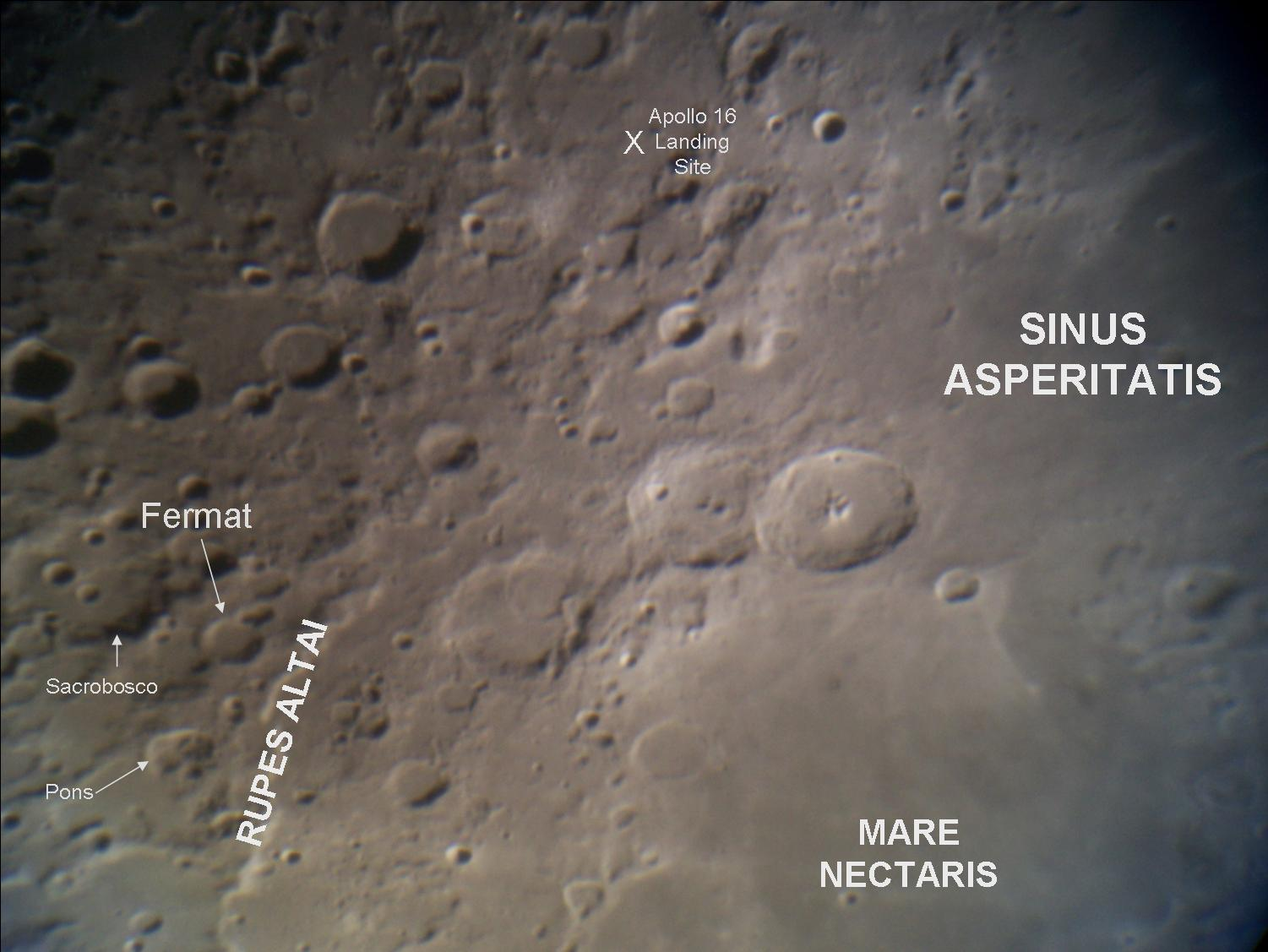
Vista en color de Fermat

El borde de Fermat aparece desgastado y es un tanto irregular, pero todavía posee una rampa exterior. El borde norte presenta la inserción de una formación de doble cráter que incluye a Fermat A. El fondo es relativamente plano y no presenta un pico en su centro. El cráter pertenece al  Período Pre-Ímbrico, de hace entre 4.550 y 3.850 millones de años.
Se llama así por el célebre matemático francés del siglo XVII Pierre de Fermat.

## Cráteres satélite
Por convención estos elementos son identificados en los mapas lunares poniendo la letra en el lado del punto medio del cráter que está más cerca de Fermat.
|        | \| Fermat \| Coordenadas \| Diámetro \| \| ------ \| ----------------------------- \| -------- \| \| A \| 21°48′S 19°36′E / -21.8, 19.6 \| 17 km \| \| B \| 23°00′S 21°06′E / -23.0, 21.1 \| 11 km \| \| C \| 21°00′S 18°30′E / -21.0, 18.5 \| 14 km \| \| D \| 20°06′S 18°00′E / -20.1, 18.0 \| 13 km \| \| E \| 19°54′S 19°54′E / -19.9, 19.9 \| 7 km \| \| F \| 22°06′S 20°12′E / -22.1, 20.2 \| 5 km \| \| G \| 19°24′S 20°00′E / -19.4, 20.0 \| 7 km \| \| H \| 23°06′S 20°42′E / -23.1, 20.7 \| 5 km \| \| P \| 23°36′S 19°18′E / -23.6, 19.3 \| 37 km \| |          |
| Fermat | Coordenadas | Diámetro |
| A      | 21°48′S 19°36′E / -21.8, 19.6 | 17 km    |
| B      | 23°00′S 21°06′E / -23.0, 21.1 | 11 km    |
| C      | 21°00′S 18°30′E / -21.0, 18.5 | 14 km    |
| D      | 20°06′S 18°00′E / -20.1, 18.0 | 13 km    |
| E      | 19°54′S 19°54′E / -19.9, 19.9 | 7 km     |
| F      | 22°06′S 20°12′E / -22.1, 20.2 | 5 km     |
| G      | 19°24′S 20°00′E / -19.4, 20.0 | 7 km     |
| H      | 23°06′S 20°42′E / -23.1, 20.7 | 5 km     |
| P      | 23°36′S 19°18′E / -23.6, 19.3 | 37 km    |